# Пол Бест

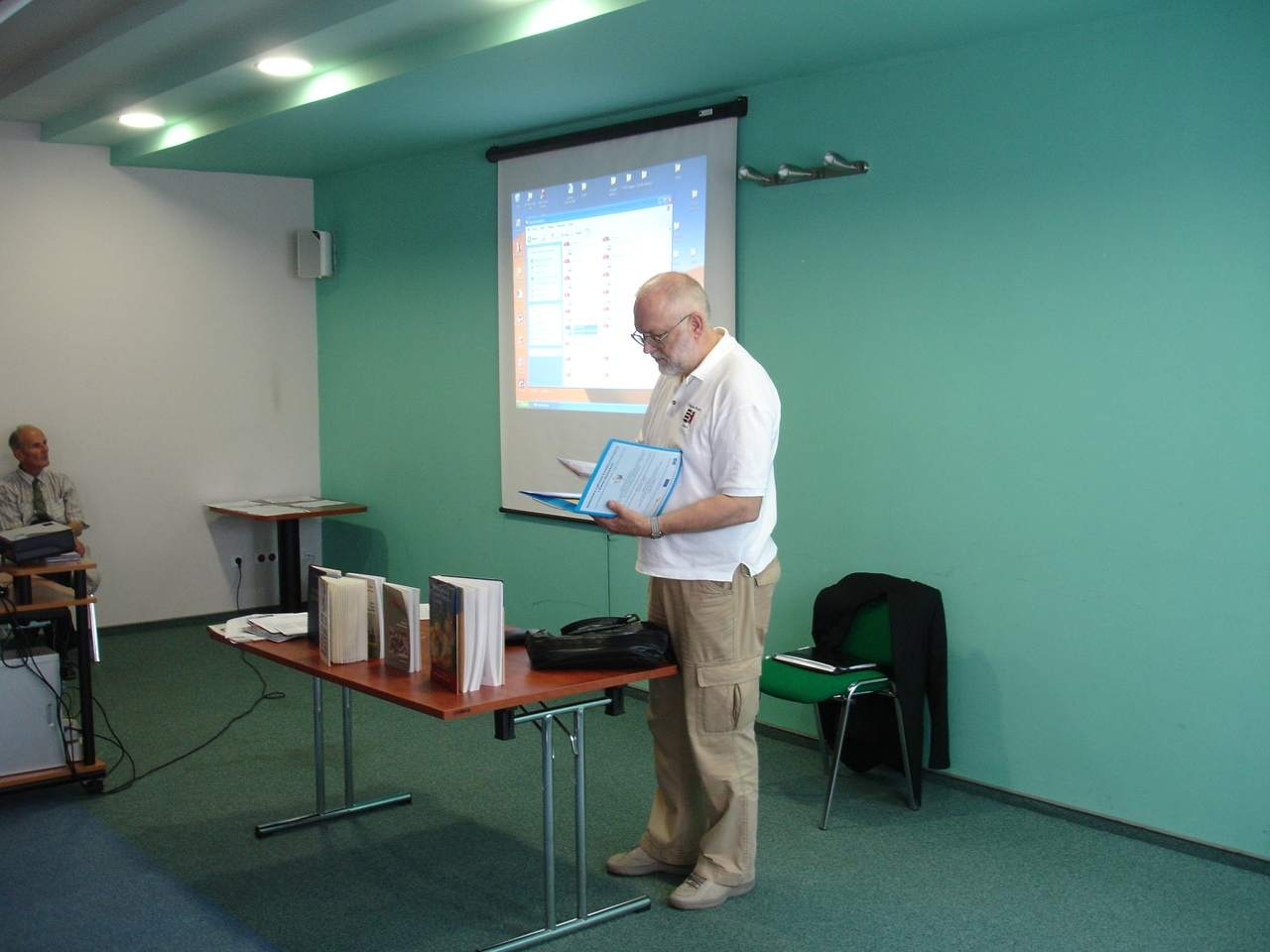
Проф. д-р Пол Бест, конференція «Дослідження Лемківщини в США та Канаді», Сянок, 16 червня 2007 р.

Пол Джозеф Бест (нар. 10 липня 1939, Бріджпорт) — американський професор євразійських студій на кафедрі політології Університету штату Південний Коннектикут в Нью-Хейвені. Він є віце-президентом Лемківської асоціації («Лемко-Союз»), членом Карпатського інституту та Карпаторусинського товариства (США).
Син Йосипа та Пауліни, уродженої Перун. Він закінчив магістратуру (MA) в Університеті Фордгем в Нью-Йорку та економіку (бакалавр) в Університеті Ферфілд, Коннектикут . Спеціалізується у сфері геостратегічної політики, зокрема Північно-Східної Азії, а також таких країн, як Росія, Корея, Японія, Китай та США, а також в історії та політиці Польщі, України, Словаччини, передусім у питаннях Карпатського регіону. Веде курси за вибором в університетах США та Канади, співпрацює з Ягеллонським університетом. У 1969—1992 роках був редактором щоквартальника The Polish Review.
З 1965 р. систематично вивчає русинознавство. Є автором численних монографій та наукових праць про походження східних слов'ян, що населяли Центральну Європу в Карпатах. У своїх дослідженнях наполягає на відокремленні русинів як народу, відмінного від українців.
Предки проф. Беста — уродженці Лемківщини.

## Публікації (вибрані)
- «Łemkowie. Grupa etniczna czy naród»?, [The Lemkos: An Ethnic Group or a Nation?], tłumaczenie.
- «The Lemkos of Poland» — Articles and Essays, wydawca Paul Best i Jarosław Moklak
- «The Lemko Region, 1939—1947 War, Occupation and Deportation» — Articles and Essays, wydawca Paul Best i Jarosław Moklak
- «Apostolska Administracja Łemkowszczyzny w latach 1934—1944»
- "Moskalofilstwo wśród ludności łemkowskiej w XX w.", w: Ukraińska myśl polityczna w XX wieku, «Zeszyty Naukowe Uniwersytetu Jagiellońskiego. Prace Historyczne», z. 103, Kraków 1993
- America in the 21st Century: Challenges and Opportunities in Domestic Policy (expected date of publication February 1997)
- The Lemkos in their Homeland and in Diaspora (monograph)
- Origins and Development of Insurance in Imperial and Soviet Russia
- America in the 21st Century; Challenges and Opportunities in Domestic Politics, Prentice Hall, 1998
- America in the 21st Century: Challenges and Opportunities in Foreign Policy. Prentice-Hall, 1997.
- Governing Through Turbulence. Praeger, 1995.
- Politics in Three Worlds. Wiley, 1985; reprinted by Macmillan, 1986.
- «Three Essays on the Lemko Question». In Contributions of the Carpatho-Slavic Studies Group to the IV World Congress for Soviet and East European Studies, Harrogate, England, July 21-16, 1990, edited by Paul J. Best, New Haven, CT: Carpatho-Slavic Studies Group, 1990: 55-93.
- «Eastern Europe». In Legal Traditions and Systems: An International Handbook, edited by Alan N. Katz, Westport, CT: Greenwood Press, 1986: 65-84.
- «Polish American Scholarly Organizations». In Pastor to the Poles: Polish American Essays…, edited by S. Blejwas and M. Biskupski, New Britain, CT (Central Connecticut State University Polish Studies Monograph Series), 1982: 153—165.
- Review — «Parties and Politics in Post-1989 Poland» American Political Science Review, Vol 91, No. 2 June 1997, p. 492—493.
- «The Lemkos as an Ethnic Group». The Polish Review 35:3/4 (1990): 255—260.
- «The Latest Ucrainica». The Polish Review 35:/3/4 (1990): 285—288.
- «Insurance in Imperial Russia». The Journal of European Economic History 18:1 (Spring 1989): 139—169.
- «A Regional Approach to Higher Education». New York Times, April 6, 1980: CN17.